# اندیس خاک صنعتی (سکینه بیگم هاشمی)
خاک صنعتی (سکینه بیگم هاشمی) یک اندیس غیرفلزی است که در حوالی شهر ایزدخواست استان فارس قرار دارد و مادهٔ معدنی موجود در آن، خاک صنعتی است.سنگ میزبان این اندیس شیل است و دیرینگی آن به دوران دونین می‌رسد.